# Manuel de São Galdino
Dom Frei Manuel de São Galdino, O.F.M. (Lisboa, 18 de abril de 1769 — Goa, 15 de julho de 1831) (em Chinês tradicional, 賈定諾)  foi um prelado português. Foi ordenado padre em 4 de agosto de 1793, pela Ordem dos Frades Menores. Em 27 de março de 1803, foi instalado como bispo de Macau, cargo que exerceu até 1804, quando foi nomeado Arcebispo-coadjutor de Goa. Assume a arquidiocese em 10 de fevereiro de 1812, sendo seu prelado até a sua morte, em 1831. Durante sua prelazia em Goa, foi membro do 17.º Conselho de Administração da Índia Portuguesa.
Foi o principal consagrante dos bispos Joaquim de Sousa Saraiva, C.M. e Tomás Manuel de Noronha e Brito, O.P. e do arcebispo Paulo de São Tomás de Aquino, O.P.